# 黄同水库
黄同水库，位于中华人民共和国山东省青岛市平度市旧店镇东部，小沽河支流黄同河中游，控制流域面积126平方千米，总库容6030万立方米，兴利库容2450万立方米。设计灌溉面积6万亩，有效灌溉面积2万亩。大坝是粘土心墙砂壳坝，全长350米，最大坝高20米，坝顶宽7米。